# Каптаренко, Александр Александрович
Алекса́ндр Алекса́ндрович Каптаренко (14 (27) января 1912, Санкт-Петербург — 25 октября 2014, Новосибирск) — советский инженер-конструктор, писатель, судья всесоюзной категории по настольному теннису. В декабре 2013 года стал старейшим в истории Олимпийских игр участником эстафеты олимпийского огня.

## Биография
Окончил Ленинградский электротехнический институт. Работал инженером-конструктором на Ленинградском авиационном заводе. Во время войны вместе с заводом был эвакуирован в Новосибирск. Работал инженером-конструктором на Новосибирском авиационном заводе имени В. П. Чкалова, а с 1951 года и до выхода на пенсию — в проектном институте «Сибгипрогормаш» главным конструктором проектов.
В 1953 году с группой энтузиастов начал развивать настольный теннис в Новосибирске, был одним из организаторов первого официального первенства города в 1956 году. В 1973 году получил звание «судьи всесоюзной категории». Был секретарём областной Федерации настольного тенниса, около 10 лет являлся председателем Федерации, затем возглавлял комитет судей.
Старейший участник чемпионата Европы по настольному теннису среди ветеранов (Швеция, 2012), победитель этого турнира в возрастной категории «95+».
Мастер спорта по настольному теннису.
В январе 2012 года в Новосибирске был проведён региональный турнир по настольному теннису, посвящённый 100-летнему юбилею А. А. Каптаренко. Второй региональный турнир, посвящённый дню рождения А. А. Каптаренко, был проведён в 2014 году.
Старейший участник эстафеты олимпийского огня в истории (декабрь 2013, Новосибирск). К участию в эстафете А. А. Каптаренко отнёсся очень ответственно, много тренировался, а в качестве макета факела он использовал замороженную кету.
А. А. Каптаренко занялся литературным трудом только на девятом десятке. В советское время напечатал всего лишь несколько фельетонов в заводской многотиражке. Автор книги воспоминаний «Когда, где и кто» о жизни Новосибирска в годы Великой Отечественной войны.
25 октября 2014 года скончался от инсульта. Похоронен на Заельцовском кладбище (квартал 3).

## Награды
- Звание «Ветеран спорта».
- Медаль «За заслуги в развитии настольного тенниса в России» (награждён Федерацией настольного тенниса России в честь 100-летнего юбилея).